# Hylobates muelleri abbotti
O gibão-cinza-de-abbotti (Hylobates muelleri abbotti) é uma das 3 subespécies de Hylobates muelleri.

## Estado de conservação
Esta subespécie reduziu mais de 50% nos últimos 45 anos devido a redução do habitat que ainda não cessou e onde a subespécie sobrevive existe caça e coleta para o comércio de animais selvagens e para consumo humano.